# Leppend
Leppend (románul: Lepindea) falu Romániában, Maros megyében.

## Története
Bonyha község része. A trianoni békeszerződésig Kis-Küküllő vármegye Dicsőszentmártoni járásához tartozott.

## Népessége
2002-ben 204 lakosa volt, ebből 191-en románok és 13-an cigányok.

## Vallások
A falu lakói közül  197-en ortodox hitűek.